# Andrés Soriano Roxas
Andrés Soriano y Roxas de Ayala (Manila, Filipinas, 8 de febrero de 1898 – Boston, Massachusetts, 30 de diciembre de 1963) fue un empresario español-filipino. 
Fue una de las personas más importantes y destacadas en el ámbito político y económico de las Islas Filipinas durante el siglo XX. Gracias a su gestión en Líneas Aéreas Filipinas y, más especialmente, en la compañía de cerveza San Miguel, pronto se convirtió en el hombre más rico de Filipinas. Decidido partidario del Bando franquista durante la guerra civil española, inicialmente fue uno de los principales líderes de la Falange Filipina, la sección de FET y de las JONS que existió en las Islas Filipinas.

## Biografía

### Juventud
Andrés Soriano nació en Manila en 1898, el mismo año en que España perdía su hegemonía en Filipinas. Hijo del ingeniero de caminos español Eduardo Soriano y Sanz y perteneciendo a la familia Roxas por parte de su madre, Margarita de Ayala y Roxas Roxas, pronto heredaría de su abuelo, Pedro Pablo Roxas, el título de destacado empresario gracias a San Miguel.
Estudió primaria y secundaria en la capital filipina y completó su formación en la Escuela Superior de Comercio de Madrid, graduándose en 1917. Un año después, se incorpora a San Miguel, donde trabaja como contable hasta su ascenso al año siguiente, en 1919.
En 1924 asciende a director general. Ese mismo año se casa con Carmen de Montemar, con quien tendría dos hijos: José María y Andrés Soriano, respectivamente. Este último sería quien siguiera los pasos de su padre.

### Etapa de formación y posterior trayectoria profesional
Don Andrés realizó sus estudios primarios y secundarios en el Ateneo de Manila. Continuó sus estudios en Stonyhurst College, situado en Lancashire, Inglaterra; finalizándolos en 1917 al graduarse en la Escuela Superior de Comercio en Madrid, obteniendo el título de licenciado en comercio.
Será un año más tarde, en 1918 cuando se incorpore al mundo laboral con tan solo 21 años como contable de San Miguel Brewery(a), una filial de San Miguel Corporation. Comienza de este modo la implicación de la familia Soriano en la gran multinacional de San Miguel que tendrá continuidad generacional en el tiempo.
Debido al gran trabajo desarrollado durante su primer año en la empresa, mediante el cual establece un plan de pensiones que ingresará a los jubilados el 25% de su salario además de garantizar las bajas por enfermedad y beneficios médicos,  Don Andrés se convertirá en el director en funciones en 1919. En 1922 la empresa de San Miguel cobra una gran fuerza cuando crea la planta de Royal Soft Drinks. En 1925 entró en la industria de alimentos congelados con la creación de Cream Ice Magnolia donde ejercería el cargo de director general. En 1927, Soriano se convierte en el primer embotellador y distribuidor fuera de Estados Unidos. En 1928 Don Andrés tenía hasta un 90% del control de la industria cervecera filipina. Tras canalizar esta enorme fuente de capital, se ampliaron las actividades de diversificación entrando en el área lucrativo de la minería de oro en Paracale, Camarines Norte, cuando los precios del oro subieron de 30$ a 45$. Todas estas empresas formaban parte del holding llamado “Andrés Soriano y Cia”. También fue socio de otros negocios de la familia de Roxas, incluido Sorox and Co (fundada en  1939 y posteriormente renombrada como A.Soriano y Cia) la cual tuvo muchas empresas distribuidas por Estados Unidos, Francia (Ansor) y España, país que visitaría con frecuencia. Sorox iba a ser una sociedad de gestión que le ayudaría en el funcionamiento de sus muchas empresas.

### Andrés Soriano & CIA
Andrés Soriano poseía un imperio alrededor de la Cerveza San Miguel (Cervecería San Miguel), de la que tras haberse hecho cargo en 1910 llegó a abarcar casi el total de la cuota del mercado
En los años veinte, la empresa de Andrés Soriano aumenta beneficios creando nuevas compañías como Real Soft Drinks, centrada en los refrescos, o Cream Ice Magnolia, dedicada al hielo y productos congelados. Pero no eran las únicas empresas de alimentación con las que contaba, trabajando con productos relacionados, como productos lácteos, hielo, levadura y refrescos.
Además de distinguirse por sus buenas relaciones con sus propios empleados, es cierto que también mantenía buena trato con las empresas extranjeras, especialmente con las norteamericanas. Ejemplo de ello es que en 1927, Soriano solicitó ser el representante y distribuidor de la compañía Coca-Cola en Filipinas, convirtiéndose en el único empresario al que se le ha otorgado tal beneplácito; no siendo esta la única empresa norteamericana que gestionaría en las islas. No obstante, Andrés Soriano ya despuntaba como el único empresario que consiguió tales relaciones con empresas norteamericanas. Igualmente, su mayor importancia la adquiriría gracias a San Miguel, siendo ya en 1928 la compañía de Andrés Soriano destacada por controlar el 90% de la industria cervecera en Filipinas.
Sus conexiones fueron muy amplias con empresas norteamericanas, a varias de las cuales gestionó sus inversiones en Filipinas. A partir de la década de 1930 comenzó a interesarse por las minas de oro de Paracale, ciudad de la provincia de Camarines Norte, situada en el centro del país insular. Ese mismo año el precio del oro había subido en 15$, lo cual justificaba este nuevo interés por el producto. Además, esta ampliación comprendió también en gran medida a la comunidad española. Por otro lado, también participó en otras compañías familiares, como Sorox & Co., de la familia Roxas, que posteriormente entraría dentro de Andrés Soriano & Cia. Además, gran parte de la distribución de las empresas de Soriano se debió a este negocio familiar que ya tenía presencia en países como Estados Unidos, Francia y España, país que visitaba anualmente para atender sus negocios y por motivos familiares al ir a ver a su madre.
Los grandes intereses de la familia Elizalde estaban estructurados alrededor de la empresa, que en un principio se llamaba Ynchausti & Cía y pasó a llamarse Elizalde & Cía en 1934 una vez que los primeros vendieron su participación, ya que estaban poco implicados en la gestión. Sus principales empresas eran: Elizalde Rope Factory, Inc; Elizalde Paint & Oil Factory; Manila Steamship Co., Central Azucarera La Carlota; Destilería Tanduay, Central Azucarera del Pilar. Era por ello que elaboraban productos relacionados con los barcos y su provisión, exportaban dos tercios de las cuerdas que se fabricaban en Filipinas, además de elaborar  pintura mediante la extracción de aceite del árbol de lumang o candlenut; también se dedicaban a la fabricación de alcoholes y al centrifugado del azúcar a través de dos centrales, una de ellas era “La Carlota”, muy conocida al ser una de las principales del país que se encontraba en la isla de Negros.
Los negocios se encontraban divididos en cuanto a su gestión por los cuatro hermanos de la familia que poseían grandes conexiones políticas. Manuel destacaba por su gestión, mientras que Joaquín Miguel era más conocido por sus conexiones políticas; incluso llegó a ser el director de la empresa estatal encargada de promover la industrialización “National Development Corporation” y, desde 1938, a Comisionado Residente en Washington.
Todas las empresas españolas debían estar organizadas en torno a la Cámara Española de Comercio. La empresa de los Zóbel de Ayala se dedicaba primordialmente a la gestión de terrenos aunque en sus inicios también se la conoció a través de participaciones industriales. Los Roxas, por su parte, poseían negocios en el Banco de las Islas Filipinas, el Banco Hipotecario de Filipinas, Philipine Sugar Estates, Aserradura Mecánica de Tuasón & Sampedro, Aboitiz & Cía o La Insular y la Yebana, las cuales se trataban de fábricas de tabacos que se unieron tras la guerra del Pacífico, la “Commonwealth Insurance & Co”.
1941 también fue un gran año para el empresario. Consiguió Líneas Aéreas Filipinas (anteriormente Compañía de Filipinas Taxi Aéreo), siendo esta una de sus más grandes ambiciones y nombrada iniciativa, junto con San Miguel. Además, las empresas de la compañía de Andrés Soriano fomentaban el español para que todos sus empleados lo conocieran y utilizaran. Empleados en su mayoría mestizos de clase media.
Esto es una clara muestra del dominio que poseía la familia de Soriano en la economía filipina, siendo las empresas pertenecientes a esta las más significativas en casi todos los sectores, a excepción de la madera, en cuanto a exportaciones al extranjero.

### San Miguel
La producción de cerveza se inició en un convento de Cebú en 1885 por la orden de Agustinos Recoletos con una finalidad medicinal. Por aquel entonces el convento se encontraba en el antiguo barrio de San Miguel, a las afueras de la capital de Manila, que le dio el nombre con el que se conoce a la famosa marca de cerveza. Fue en 1890 cuando el empresario Enrique María Barreto de Ycaza construye una fábrica para producir la cerveza en ese mismo barrio absorbiendo la producción del humilde monasterio que posteriormente sobrevivirá a la guerra de 1898.
Cuando nos remontamos al origen del apellido Barreto no nos queda del todo clara su procedencia, ya que se le conoce raíces portuguesas pero se conoce también su paso por España en el siglo XVIII. Es por esta misma razón que se considera la posibilidad de que se tratase de un criollo. Lo que sí es seguro es de que el apellido pertenecía a miembros de la burguesía más importante de las islas, ya que esta familia forma parte del Banco Español Filipino. Entre sus socios en San Miguel destacan las familias Roxas, Zóbel, Ayala y la orden de Agustinos Recoletos. Entre  ellos debemos destacar al socio de Barretto en la cervecera, Pedro Pablo Roxas, cuya labor marcará las dos primeras décadas de la empresa.  Por tanto, en dicha empresa se encontraban algunas de las familias de origen español más importantes de las islas.
Tras la derrota española en la guerra de 1898, las familias más pudientes de Filipinas pertenecientes a la burguesía de origen español encuentran un apoyo necesario en los Estados Unidos para conservar su posición de grandes conjuntos económicos y salvar sus intereses comerciales, agrícolas e industriales.
Existen ciertas hipótesis respecto a la posibilidad de que en 1900 llegaran a contar con un maestro cervecero de origen alemán que les enseñara el modo de mejorar la calidad de su cerveza. Trece años después, la empresa evoluciona y pasa a convertirse en una corporación que exporta su producto a países como Shangay, Guam o Hong Kong. Pero no es hasta la entrada de Andrés en 1919 cuando la empresa coge verdadero impulso a través de su buena gestión y modernización de la empresa. Un año más tarde crearían la marca de refrescos “Royal”.

### Distanciamiento con España
Tras la Campaña Japonesa de Filipinas el 8 de diciembre de 1941, Andrés Soriano colaboró con el país como capitán del ejército en primer lugar y como teniente coronel un año después. Posteriormente, el primer presidente de la Mancomunidad de Filipinas, Manuel Luis Quezón y Molina, le nombró Secretario de Hacienda.
Dentro de la Commonwealth o Mancomunidad que mantenía Filipinas con Estados Unidos, existían autoridades como el Secretario de Gobernación Harold Ickes que desconfiaban de Andrés Soriano por haber ayudado al franquismo español con asignaciones económicos que la inteligencia estadounidense cifraba en un informe de 1941 en el 10% del total de dinero que recibió Franco, y haberse aliado posteriormente con los enemigos de este. Por su parte, el General Douglas MacArthur le consideraba un hombre de confianza, ignorando las pesquisas de Harold Ickes.

### Últimos años
Andrés Soriano encontró grandes rivales dentro del ámbito empresarial, aunque él continuó siendo un ejemplo de renombre. Además, los años 50 fueron en un ascendente apogeo para él, habiendo conquistado con San Miguel la región de Hong Kong dos años antes.
En 1963 la empresa cambió su nombre a San Miguel Corporation. Ese mismo año, murió, siendo su hijo Andrés Soriano Montemar (también conocido como Andrés Soriano Jr.), también nacionalizado como norteamericano, quien siguiera sus pasos convirtiéndose en el principal ejecutivo de la empresa en el año 1965.

## Familia
Sus raíces empresariales se deben a su abuelo materno Don Pedro Pablo Roxas, principal industrial y capitalista de San Miguel Corporation; casado con Doña Carmen de Ayala y Roxas, hermana de Trinidad de Ayala casada con Jacobo Zóbel y Zangroniz cuyo hijo, tío de Don Andrés, era Enrique Zóbel de Ayala.
Su Madre era Doña Margarita de Ayala y Roxas Roxas y su padre Don Eduardo Soriano y Sanz, ingeniero de profesión y español de nacimiento. De dicho matrimonio surgiría Don Andrés Soriano de Roxas, nacido el 8 de febrero de 1898 en Manila, Filipinas. Se unió en matrimonio con Doña Carmen de Montemar en 1924. Fruto de este surgieron dos hijos, José María Soriano, nacido el 6 de febrero de 1925 y Andrés Soriano Jr. Nacido el 3 de mayo de 1936.
La familia Zóbel-Ayala era la más destacada de la comunidad filipina y gozaba de gran importancia y relevancia en el país. Uno de los rasgos más característico de la familia era el de su lucha por promover el hispanismo y las instituciones españolas.
Su poder fue en aumento a lo largo de los años, pero fue precisamente en 1914 cuando diferentes miembros de la familia se especializaron en distintos sectores del mercado. Los Roxas se decantaron por la explotación del sector azucarero, los Soriano en manufacturas y minería y los Zóbel en las finanzas, las inmobiliarias y los seguros. Respecto a estos últimos, el máximo representante del clan, Enrique Zóbel de Ayala, era el principal empresario del sector del asegurador del país y se caracterizaba también por sus aportaciones hispanas, como por ejemplo: la puesta en marcha de la Casa de España en Manila, el Fondo Español de Beneficencia o la Cámara española de Comercio, además de financiar el cuantioso premio literario que lleva su nombre y persiste en nuestros días: el “Premio Zóbel”.
Filipinas contaba con grandes familias que destacaban como las más prominentes del país, pero la de Don Andrés sobresalía entre todas ellas. Soriano poseía dinero, vinculación con España, deseos de impulsar su hispanidad y fuertes vinculaciones en la península debido a su cercanía al diplomático franquista José Antonio Sangróniz. En definitiva, todas estas eran las características típicas de los líderes tradicionales de la comunidad y fueron los principales motivos de su éxito.